# مرکز ورزشی شهر سبو
مرکز ورزشی شهر سبو (به لاتین: Cebu City Sports Center) یک ورزشکاه فوتبال در فیلیپین است که در سبو (شهر) واقع شده‌است.